# Middleton (Idaho)
Middleton è una city degli Stati Uniti d'America, situata nella contea di Canyon dello Stato dell'Idaho.